# Nasikabatrachus
Famille
Genre
Nasikabatrachus est un genre de grenouille, unique représentant de la famille Nasikabatrachidae.

## Liste des espèces
Liste des espèces selon GBIF (4 mai 2021) :
- Nasikabatrachus bhupathi Janani, Vasudevan, Prendini, Dutta & Aggarwal, 2017
- Nasikabatrachus sahyadrensis Biju & Bossuyt, 2003